# Rolf Ekelund (läromedelsförläggare)
Rolf Ekelund, född den 14 september 1941, är en svensk läromedelsförläggare, historiker och skribent.

## Biografi
Rolf Anders Ekelund föddes 1941 i Solna och växte upp i Solgård i Huddinge kommun. Han blev filosofie magister vid Stockholms universitet år 1965. Han utbildades året därefter till ämneslärare i svenska och historia vid Lärarhögskolan i Stockholm och gjorde sin praktiktermin på högstadiet och gymnasiet vid Djursholms samskola.
År 1966 anställdes Rolf Ekelund som producent vid Sveriges Radios skolprogramavdelning. Han gjorde reportage och intervjuer med bland andra Stig Claesson, Sonja Åkesson, Tage Danielsson och Hans Alfredson.
Rolf Ekelund tillträdde år 1970 tjänsten som redaktionschef vid då nyinrättade Utbildningsförlaget, som tämligen kort därefter ombildades till Liber Läromedel. Han författade läromedel i ämnet svenska för högstadiet.
År 1981 grundade Rolf Ekelund läromedelsförlaget Ekelunds förlag AB. Efter något år kompletterades förlagsverksamheten med en enhet för lärarfortbildning under varumärket Pedagogforum. Såväl förlaget som kursverksamheten bedrevs i egna lokaler i Solna och Sundbyberg. År 2003 hade Ekelunds förlag nio anställda och den årliga omsättningen uppgick till 28 miljoner kronor.
Under perioden 1996–1999 var Rolf Ekelund ordförande i branschorganisationen Föreningen Svenska Läromedelsproducenter (FSL).
Rolf Ekelund har deltagit i svensk skoldebatt med artiklar i Svenska Dagbladet, Aftonbladet och Dagens Samhälle samt i flera lärartidskrifter, ofta på teman som elevaktiva arbetssätt samt mer skolböcker och digitala läromedel i undervisningen. Han har även skrivit en rad texter med kulturhistorisk anknytning som publicerats i Ölandsbladet, Kalmarposten, Dagens Kalmar  och Barometern. Inte sällan handlar artiklarna om forntiden på Öland och i trakterna kring Kalmar. Ölands fornborgar är ett återkommande tema.
Från mitten av 2010-talet har Rolf Ekelund i egenskap av historiker undersökt och dokumenterat forntida boplatser i området norr om Österåkers kyrka i Uppland samt även klarlagt kyrkobyggnadens historia. Under medverkan av arkeologen Gerhard Flink har Rolf Ekelund skrivit texter till ett tiotal informationsskyltar som Österåkers pastorat installerat i och omkring fornlämningsområdet. Han har också givit ut en bok med titeln Aker - från istid till vikingarnas gård och Österåkers kyrka.
Under hösten år 2023 skrev Rolf Ekelund dokumentära berättelser från barndomen i södra Solgård och de första skolåren vid Vistaskolan i Huddinge. Berättelserna sammanställdes i en bok med titeln Barn i Solgård på 1940-talet som gavs ut av Huddinge hembygdsförening 2024.
Rolf Ekelund bor i Österåker. Han är gift med Riitta Ekelund, född Jolma, legitimerad psykolog.